# Wankelov motor
Wankelov motor, četverotaktni motor s unutarnjim izgaranjem s rotirajućim ekscentričnim klipom. Zbog posebne konstrukcije klip se u njemu okreće kružno, a ne pravocrtno gore-dolje.
Wankelov motor dobio je naziv po svojem izumitelju Felixu Wankelu, a prvi model automobila koji je rabio ovaj motor bio je NSU Prinz.    
Velika prednost Wankelovih motora je u tome da se klip ne giba pravocrtno gore-dolje, nego se okreće. Motor je manji, lakši je i ima manje pokretnih dijelova nego običan motor s klipom koji se giba pravocrtno.  
Wankelov motor je sastavljen od ovalnog, u sredini malo stisnutog kućišta (trohoidno kućište), u koje naliježe rotor (klip) u obliku trokuta s izbočenim stranicama. Sastavljanjem dvaju ili više takvih rotora dobivamo višerotorski motor koji ima bolje karakteristike. Pri svakom okretu rotora se pogonsko vratilo (motorno) okrene tri puta.
Rotor se u kućištu okreće ekscentrično i to tako da su njegova tri ugla uvijek na stijenci kućišta. Rotor je s motornim vratilom povezan planetarnim zupčanikom. Između triju stranica rotora i unutrašnje stijenke rotora su tri radna prostora čiji se obujam stalno mijenja dok se rotor okreće. U kućištu su jedna ili dvije svjećice, i po jedan usisni i ispušni otvor, koje jedan za drugim otvara rotor koji se okreće. Na taj način se u svakom radnom prostoru pri svakom okretu rotora zbiva četverotaktni proces koji odgovara četverotaktnom procesu običnog klipnog motora: usisavanje, kompresija, tad i ispuh. Budući da su između rotora i kućišta tri radna prostora (komore), motor pri svakom okretu obavi tri radna takta.
Brtvljenje
Rotor je na svojim trima uglovima (bridovima) i na bokovima, što znači na svim dodirnim površinama prema kućištu, tako zabrtvljen, da plinovi iz jedne radne komore ne mogu prodrijeti u drugu.
Većina Wankelovih motora ima rasplinjač, ali ima ih i s uštrcavanjem goriva. Wankelov motor se uglavnom hladi vodom, a rotor još i zrakom. U automobile se ne ugrađuju rotacijski motori potpuno hlađeni zrakom... 
http://www.oktani.com/wankelov_motor.php  Arhivirana inačica izvorne stranice od 28. studenoga 2015. (Wayback Machine)